# Museu Arqueológico do Carmo

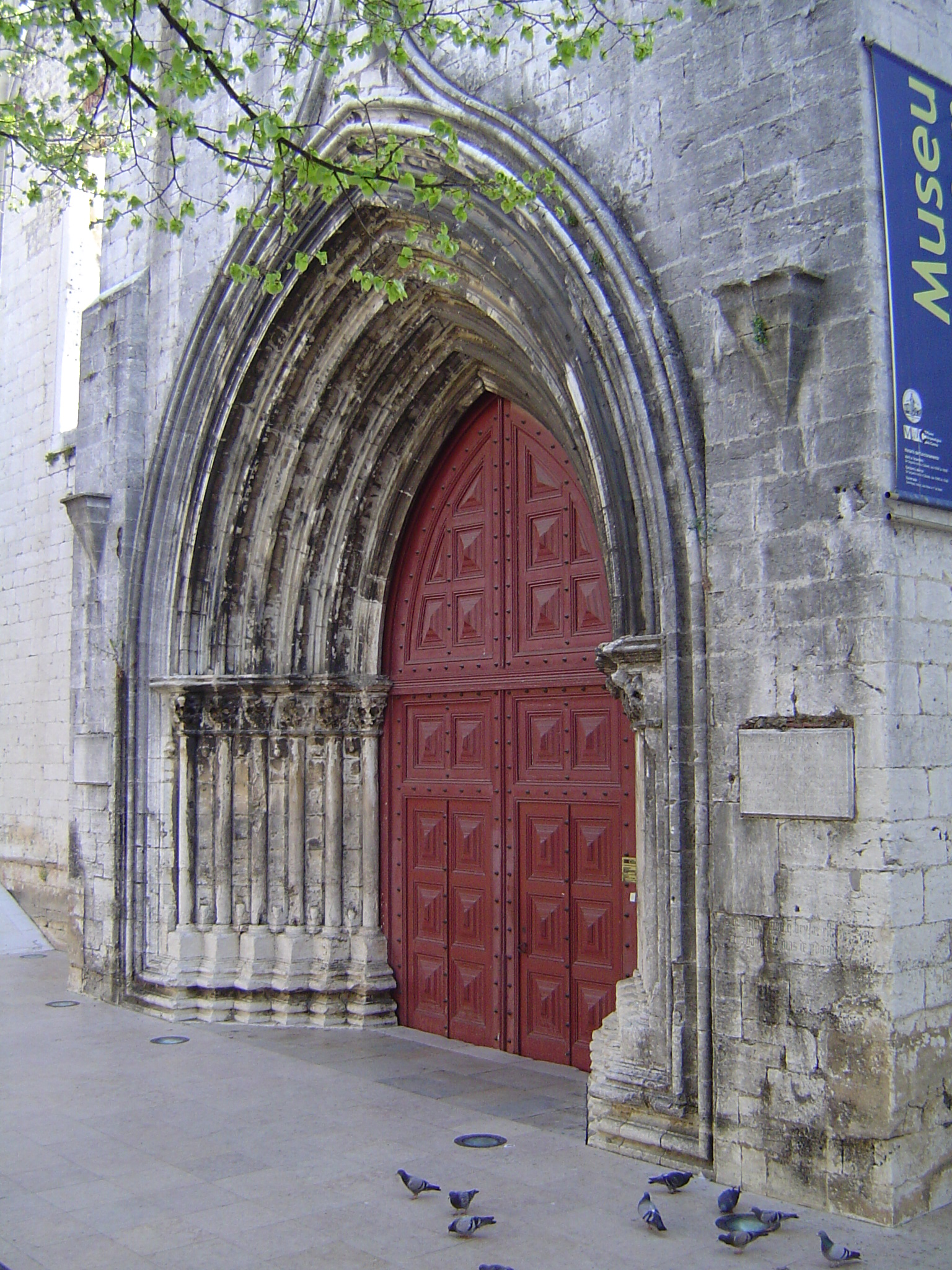
Portal des ehemaligen Convento do Carmo
– heute Museumseingang

Das Museu Arqueológico do Carmo (deutsch etwa: Archäologische Museum Carmo) ist ein archäologisches Museum in der ehemaligen Kirche Convento do Carmo gegenüber dem Kastell, auf einem Hügel, oberhalb der Unterstadt Lissabons. Es ist neben dem Museu Nacional de Arqueologia das zweite bedeutende archäologische Museum in der portugiesischen Hauptstadt.

## Ausstellung
Die Exponate der Dauerausstellung sind nicht beschriftet und müssen anhand von fotokopierten Blättern (in Englisch und Portugiesisch) aufgesucht werden. Die prähistorische Abteilung ist seit 2002 im Aufbau. Die Exponate sind in den Ruinen des offenen Kirchenschiffes in der Apsis und in den Nebenräumen ausgestellt. Gleich hinter der Kasse stehen mittelalterliche Grabsteine, viele mit Wappen und einige mit Skulpturen geschmückt.
In der Apsis stehen vor allem Sarkophage portugiesischer Herkunft aus dem 12. bis 18. Jahrhundert, so der prunkvolle Sarg eines Erzbischofs von Lissabon und der König Fernando I. Interessant ist auch die Büste von König Afonso Henrique aus dem 12. Jahrhundert. In einer Nebenapsis befinden sich Stücke aus römischer und islamischer Zeit (Mosaike, Grabsteine, Statuen). Bemerkenswert ist ein römischer Sarkophag mit fein herausgearbeiteten Figuren. Die ehemalige Bibliothek beherbergt die präkolumbianische und ägyptische Abteilung. Zu sehen sind Schrumpfköpfe und Mumien. An den Wänden befinden sich Azulejobilder aus dem 18. Jahrhundert.

## Geschichte
Die Kirche wurde als Teil eines Klosters zwischen 1389 und 1423 auf Veranlassung des Feldherrn Nuno Álvares Pereira (2009 heiliggesprochen) errichtet, der maßgeblich zum Sieg in der Schlacht von Aljubarrota beigetragen hatte. Im Jahre 1385 wurden die Kastilier vernichtend geschlagen und damit die Unabhängigkeit Portugals gesichert. Das Erdbeben von Lissabon 1755 zerstörte Kirche und Kloster. Die von Königin Maria in Auftrag gegebene Renovierung konnte nicht vollendet werden. Die Ruine wurde im Jahre 1864 der königlichen Vereinigung der Architekten und Archäologen übergeben, die hier ein Museum einrichteten.
Zunächst wurden nur Fundstücke ausgestellt, die aus dem Kloster stammten. Bald kamen auch Antiquitäten aus ehemals kirchlichem Besitz hinzu, die nach der Säkularisation von 1834 in Besitz der Krone gekommen waren. Im Jahr 1995 wurde das Museum geschlossen, weil die Gebäude im Zusammenhang mit dem Ausbau der U-Bahn Schaden genommen hatten und abgestützt werden mussten. Seit 2002 ist das Museum wieder geöffnet.